# Ryde Esplanade
Ryde Esplanade – stacja kolejowa w miejscowości Ryde na Wyspie Wight. Przedostatnia stacja kolejowa linii Shanklin - Ryde. Linia kolejowa jest od roku 1967 zelektryfikowana, zasilanie następuje trzecim torem. 

## Ruch pasażerski
Stacja obsługuje 46 880 pasażerów rocznie (dane za okres od kwietnia 2020 do marca 2021). Łączy popularny kurort z nadmorski miastami - Sandown i Shanklin oraz z przystanią promów pasażerskich w Ryde. 

## Obsługa pasażerów
Kasa biletowa, informacja elektroniczna, WC, postój taksówek, dworzec autobusowy, bufet.